# Marino Fasan
Marino Fasan (Cherso, 28 luglio 1906 – Mar Ionio, 2 giugno 1943) è stato un militare italiano, insignito della Medaglia d'oro al valor militare alla memoria nel 1943 in seguito all'affondamento della torpediniera Castore.

## Biografia
Nacque a Cherso, sull'omonima isola quarnerina all'epoca parte del Regno d'Italia, il 28 luglio 1906 in una famiglia discendente dell'antica nobiltà dalmata. Conseguì il diploma di capitano marittimo presso l'Istituto nautico di Chioggia e si arruolò poi nella Regia Marina per prestare il servizio militare di leva, frequentando tra il 1926 e il 1927 il corso allievi ufficiali di complemento presso l'Accademia navale di Livorno, conseguendo il grado di guardiamarina. Dopo aver frequentato il corso di osservazione aerea a Taranto e aver conseguito l'apposito brevetto, fu assegnato nel 1928 al 34º Gruppo Idrovolanti di Venezia, poi alla 188ª Squadriglia del 26º Stormo a Pola e alla 185ª Squadriglia di Lero.
Promosso a sottotenente di vascello nel 1931, passò al servizio permanente effettivo dopo un'ulteriore frequenza dei corsi all'Accademia navale e nel 1935 prese parte alla guerra d'Etiopia operando nella 146ª Squadriglia Idrovolanti, restandovi fino al gennaio 1939, anno in cui fu promosso tenente di vascello imbarcandosi sul cacciatorpediniere Folgore. Al termine dell'imbarco sul Folgore, rimase a disposizione della Regia Aeronautica in Albania a partire dal giugno 1940, partecipando poi all'invasione della Grecia nell'ottobre dello stesso anno.
Con l'ingresso dell'Italia nella seconda guerra mondiale nel 1940, fu assegnato ad una squadriglia di idrovolanti in Albania e nel corso dell'anno successivo, promosso a capitano di corvetta, fu posto al comando della 25ª, 26ª e 41ª Flottiglia Dragamine, dislocate in Nordafrica. Successivamente nel 1943 imbarcò sul cacciatorpediniere Vincenzo Gioberti come comandante in seconda e nel gennaio 1943 fu posto al comando della torpediniera Castore. Nella notte del 2 giugno dello stesso anno, mentre la Castore era in missione di scorta nel mar Ionio ad alcuni convogli mercantili, fu attaccato da due navi alleate presso capo Spartivento; nonostante la disparità, Fasan ordinò l'ingaggio al fine di consentire alle navi mercantili di mettersi in salvo. La torpediniera fu conseguentemente affondata, provocando la morte del comandante e di altri 59 tra ufficiali e membri dell'equipaggio sui 120 membri effettivi.
A Fasan è stata poi conferita la Medaglia d'oro al valor militare alla memoria. Il comune di Roma gli ha poi dedicato nel 1968 una via al Lido di Ostia.